# Laurent Lafforgue
Laurent Lafforgue (* 6. listopadu 1966 Antony, Francie) je francouzský matematik. Je znám především práci na tzv. Langlandsově programu, který inicioval Robert Langlands a dále díky své práci v oblastech teorie čísel a teorie grup. V roce 2002 obdržel Fieldsovu medaili.